# Trois Nouvelles Études

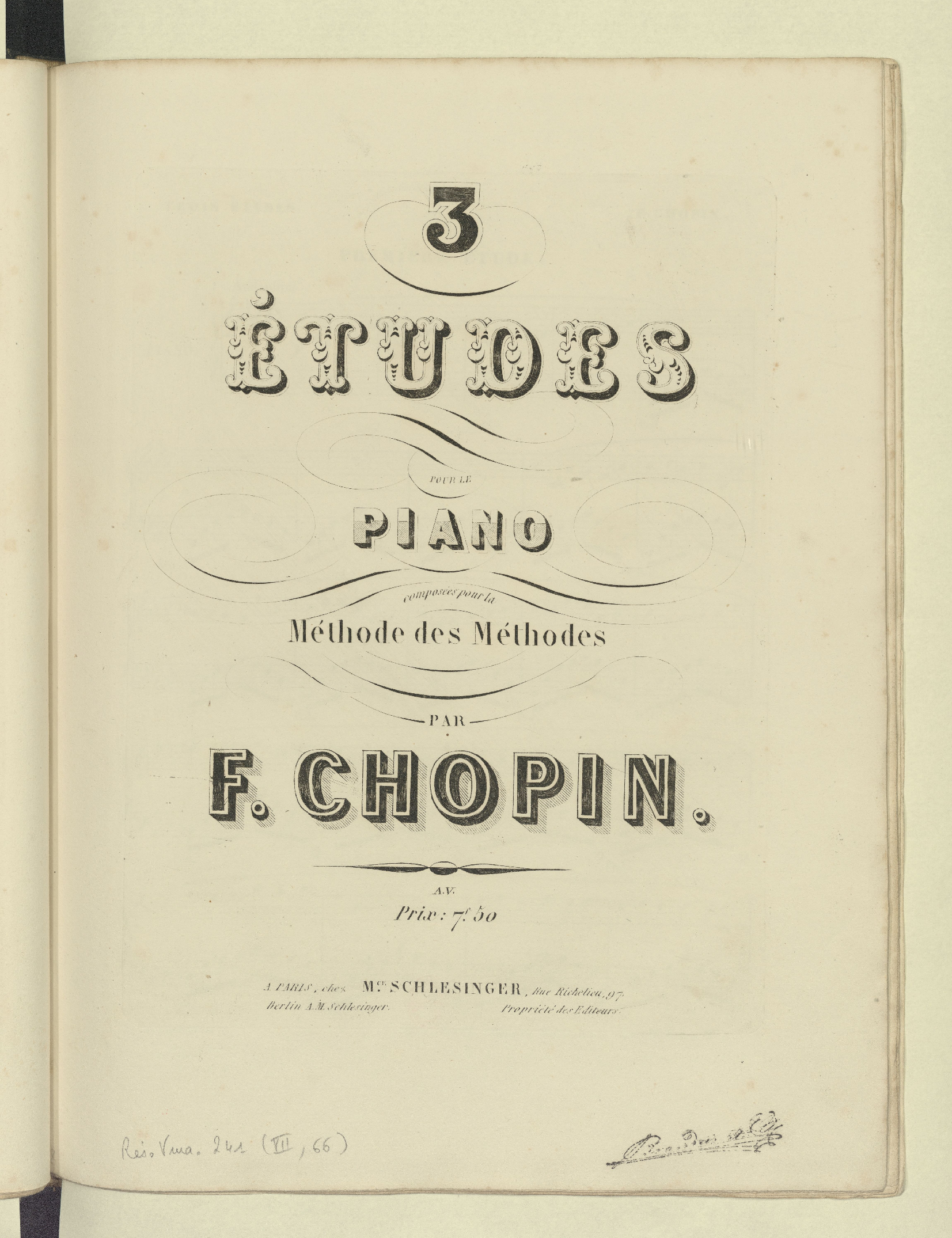
Okładka wydania Trois Nouvelles Études z 1844

Trois Nouvelles Études – trzy etiudy na fortepian skomponowane przez Fryderyka Chopina w 1839 r. na potrzeby publikacji Méthode des méthodes François-Josepha Fétisa i Ignaz Moscheles. Zbiór został wydany przez Maurice’a Schlesingera w 1840 r. Wbrew źródłom traktującym Trois Nouvelles Études jako opus pośmiertne, utwory nie posiadają numeracji opusowej. Były to ostatnie etiudy napisane przez Chopina, różniące się stylistycznie od jego poprzednich (op. 10 i op. 25).

## Historia
Udzielanie lekcji było podstawą dochodów Chopina, a pisanie utworów dydaktycznych przez pianistów-kompozytorów nie było w tym czasie rzadkością. Fétis pozytywnie recenzował pierwszy koncert Chopina w Paryżu, zagrany w Salle Pleyel 26 lutego 1832 r.: „w utworach pana Chopina są oznaki odnowienia form, co może z czasem wywrzeć duży wpływ na ten rodzaj sztuki”. Jako dyrektor brukselskiego konserwatorium, Fétis przygotował wiele materiałów dydaktycznych. Méthode des méthodes miało być pierwotnie pierwszą z trzech jego kolejnych książek (obok metody na skrzypce i dla śpiewaków).
Ukazanie się metody na fortepian Fétisa i Moschelesa zapowiadane było już w 1837 r. Prócz etiud Chopina skomponowanych jesienią 1839 r., w Metodzie znalazło się łącznie 18 utworów napisanych specjalnie na ten cel przez pianistów-wirtuozów takich jak m.in. Felix Mendelssohn-Bartholdy, Sigismund Thalberg, Ferenc Liszt, Adolf von Henselt, Stephen Heller i Julius Benedict.
Autograf edycyjny etiud przechowywany jest w kolekcji Anne-Marie Boutroux de Ferrà w Valldemossie (komplet od 1968 r.). Rękopis zawiera znaki sztycharskie. Zdaniem Arthura Hedley, który był przez pewien czas właścicielem rękopisów, karta tytułowa została spisana przez Moschelesa.

## Charakterystyka

### Etiuda f-moll

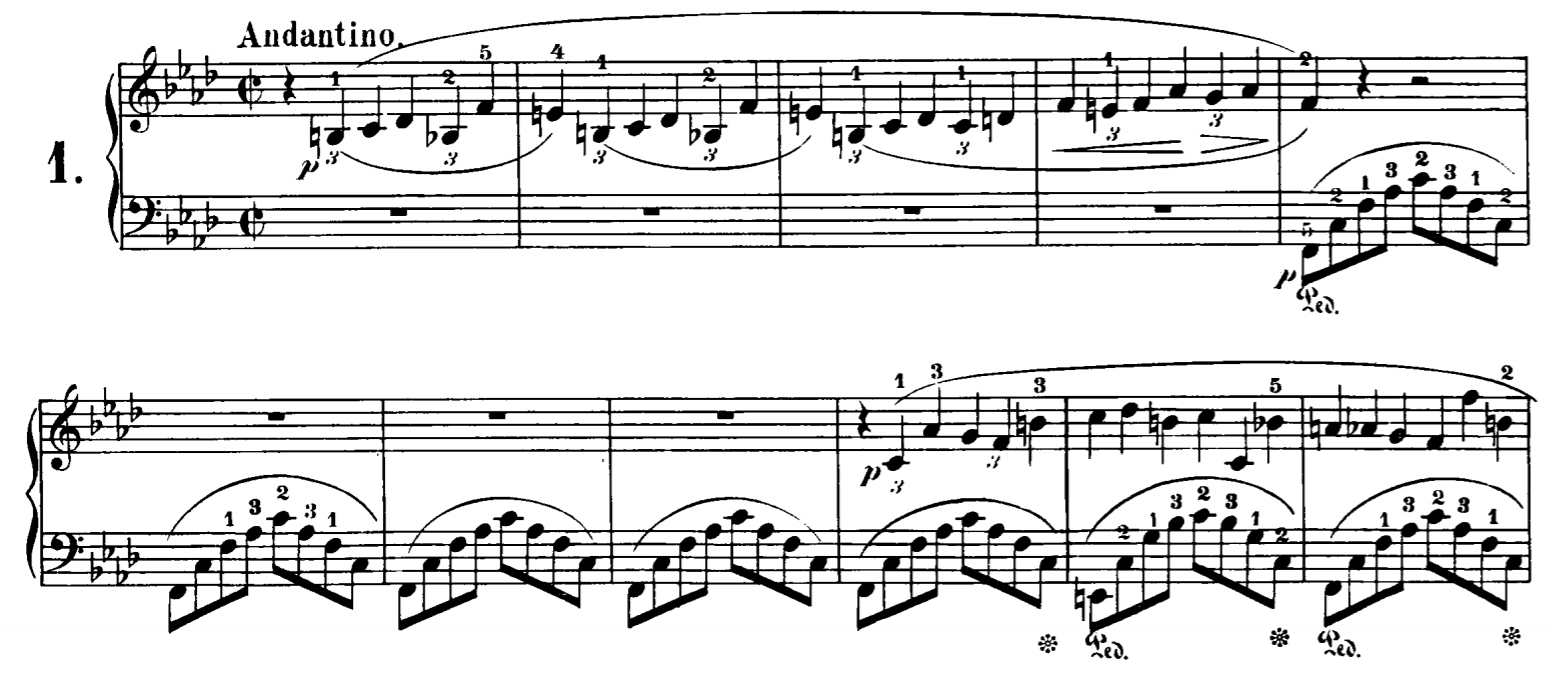
Początek etiudy nr 1

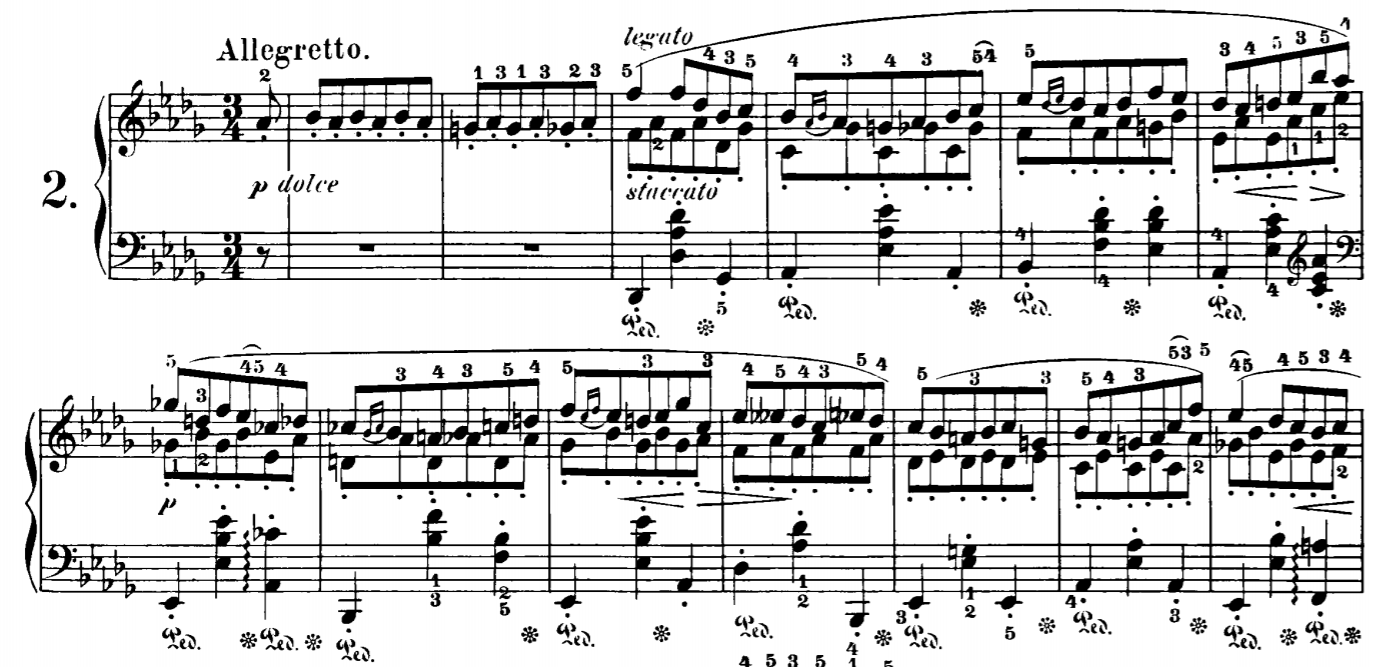
Początek etiudy nr 3

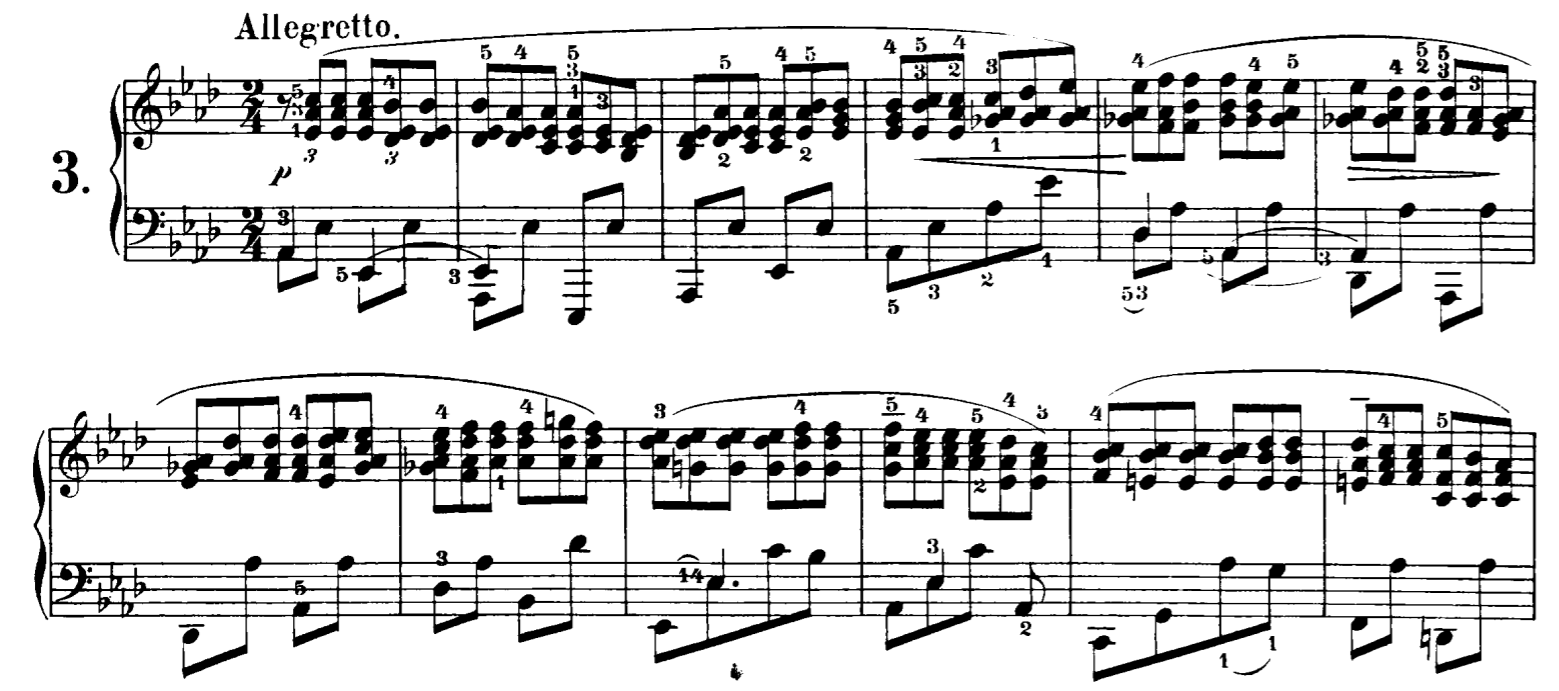
Początek etiudy nr 2

Utwór w tonacji f-moll, w tempie andantino; metrum 2/2 z triolami w partii prawej ręki.
Autograf roboczy utworu uważany był za zaginiony; brak było także informacji o istnieniu jego reprodukcji. Przechowywany był w Londynie, a następnie w Lewes przez spadkobierców Juliana Fontany. Narodowy Instytut Fryderyka Chopina zakupił rękopis podczas licytacji w domu aukcyjnym Sotheby’s w Londynie 3 grudnia 2008 r.
16 czerwca 1841 r. incipit etiudy (do części taktu 15) wpisany został przez Chopina w albumie Jean-Pierre’a Dantana. 8 grudnia 1841 r. incipit (do taktu 23) wpisany został przez Chopina w albumie Jenny Vény. Wiadomo również o autografie inciptu (do taktu 21) wpisanym przez Chopina 12 maja 1841 r. w albumie o nieznanym miejscu przechowywania.

### Etiuda As-dur
Utwór w tonacji As-dur, w tempie allegretto; metrum 2/4 z triolami w partii prawej ręki.

### Etiuda Des-dur
Utwór w tonacji Des-dur, w tempie allegretto. Głównym problemem technicznym etiudy jest artykulacja w partii prawej ręki: melodia grana legato oraz niższy głos grany staccato. W utworze partia lewej ręki realizuje partię w metrum 3/4, prawej zaś w metrum zbliżonym do 6/8.